# Biblioteca Esteban Echeverría (Rosario)

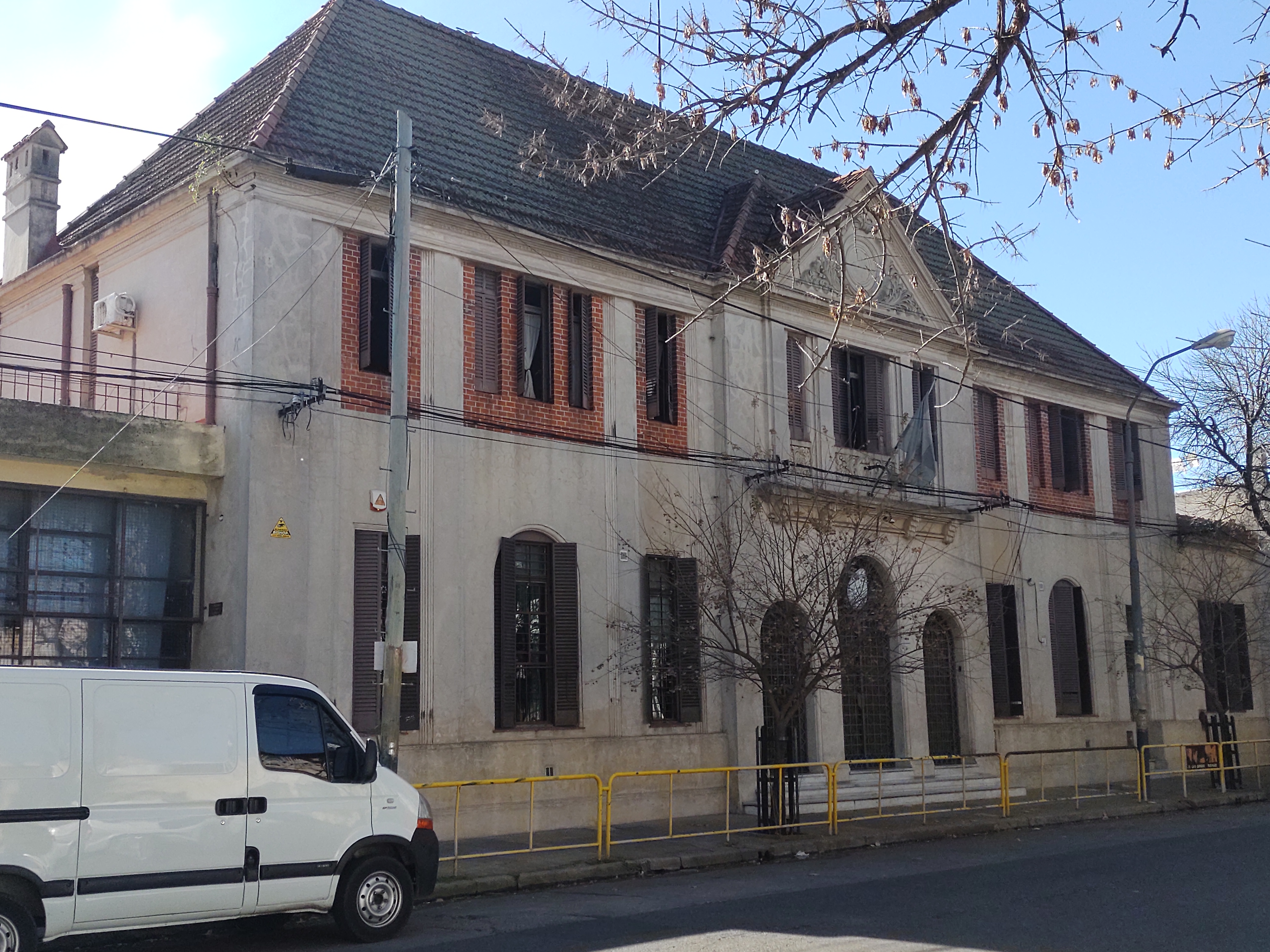
Escuela Esteban Echeverría (Rosario)

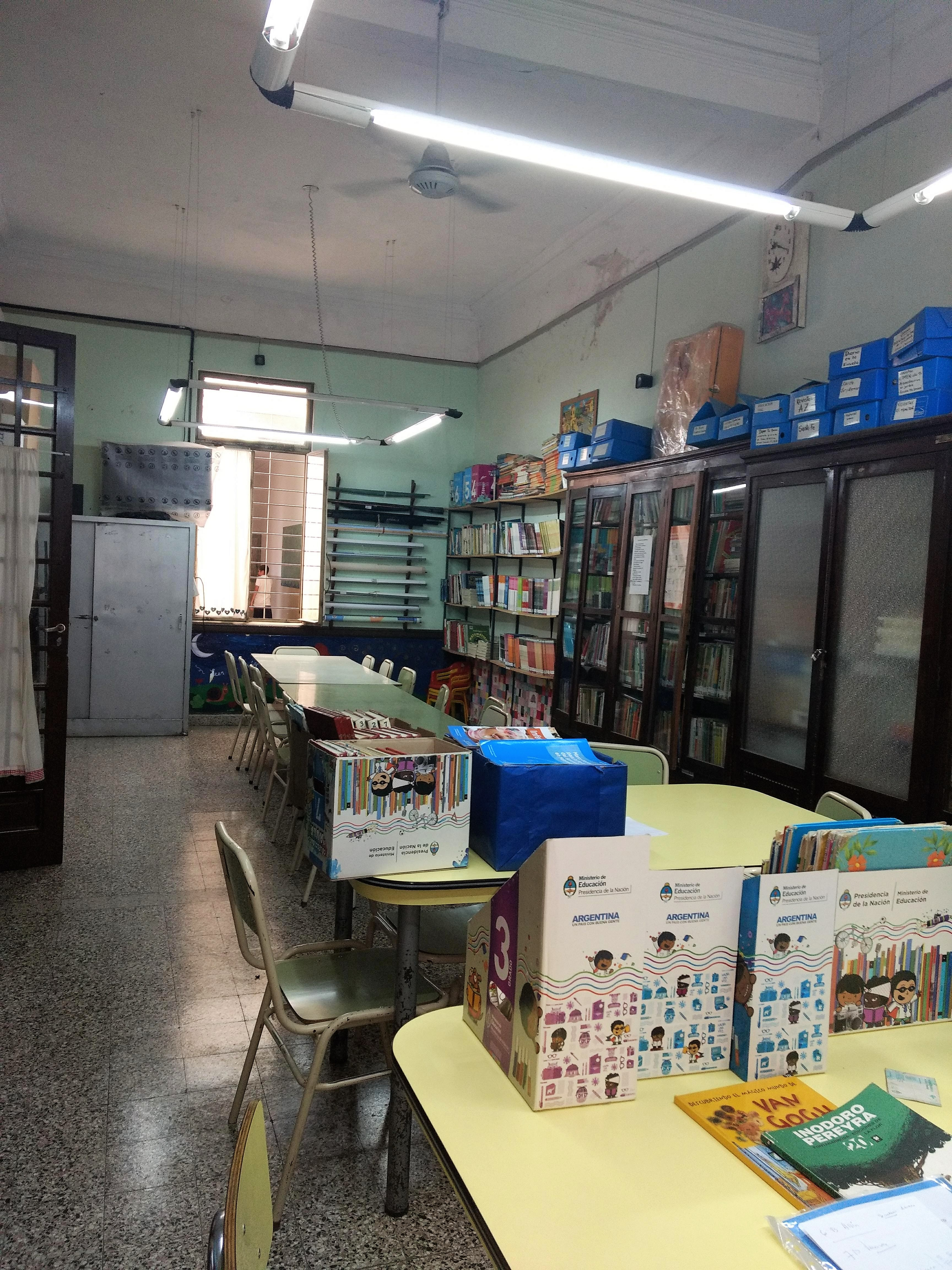
Interior de la Biblioteca Esteban Echeverría (Rosario)

La Biblioteca Esteban Echeverría comienza a funcionar el día 17 de agosto de 1917 en el interior de la Escuela Primaria N.º 85 situada en calle Gaboto 22 Bis de la ciudad de Rosario, provincia de Santa Fe, Argentina, luego en el año 1926 se traslada a su nuevo edificio en calle Ayolas 580 del Barrio Tablada. La dirección de la escuela corría a cargo de la educadora Juana Teresa Pérez. En el edificio también funcionaba un consultorio dental que asistía a toda la comunidad educativa: el mismo era atendido por el odontólogo Alberto Novillo, quien fuera exalumno del establecimiento escolar. La escuela Esteban Echeverría presentaba una particularidad que la hizo única en la ciudad, ya que poseía dos bibliotecas instaladas en un mismo ámbito, una de ellas escolar que asistía a los alumnos y docentes, y la otra una Biblioteca Popular que se llamó "Evaristo Carriego" la cual prestaba servicios a la comunidad del barrio.
En el año 1992 la Escuela Esteban Echeverría  recibe la disposición ministerial que otorga el padrinazgo de la misma a Enrique Llopis. El 17 de agosto de 2017 se celebran los 100 años frente a la institución educativa con la presencia de la Ministra de Educación de la Provincia de Santa Fe Claudia Balagué, quien junto a la intendenta de la ciudad de Rosario, Mónica Fein, participaron de los festejos junto a la comunidad educativa. En el acto intervinieron también la Orquesta Sinfónica de Rosario, con la dirección de Fernando Ciraolo y la orquesta infanto-juvenil de Tablada. El cierre del presente acto tuvo como figura principal al músico Enrique LLopis.

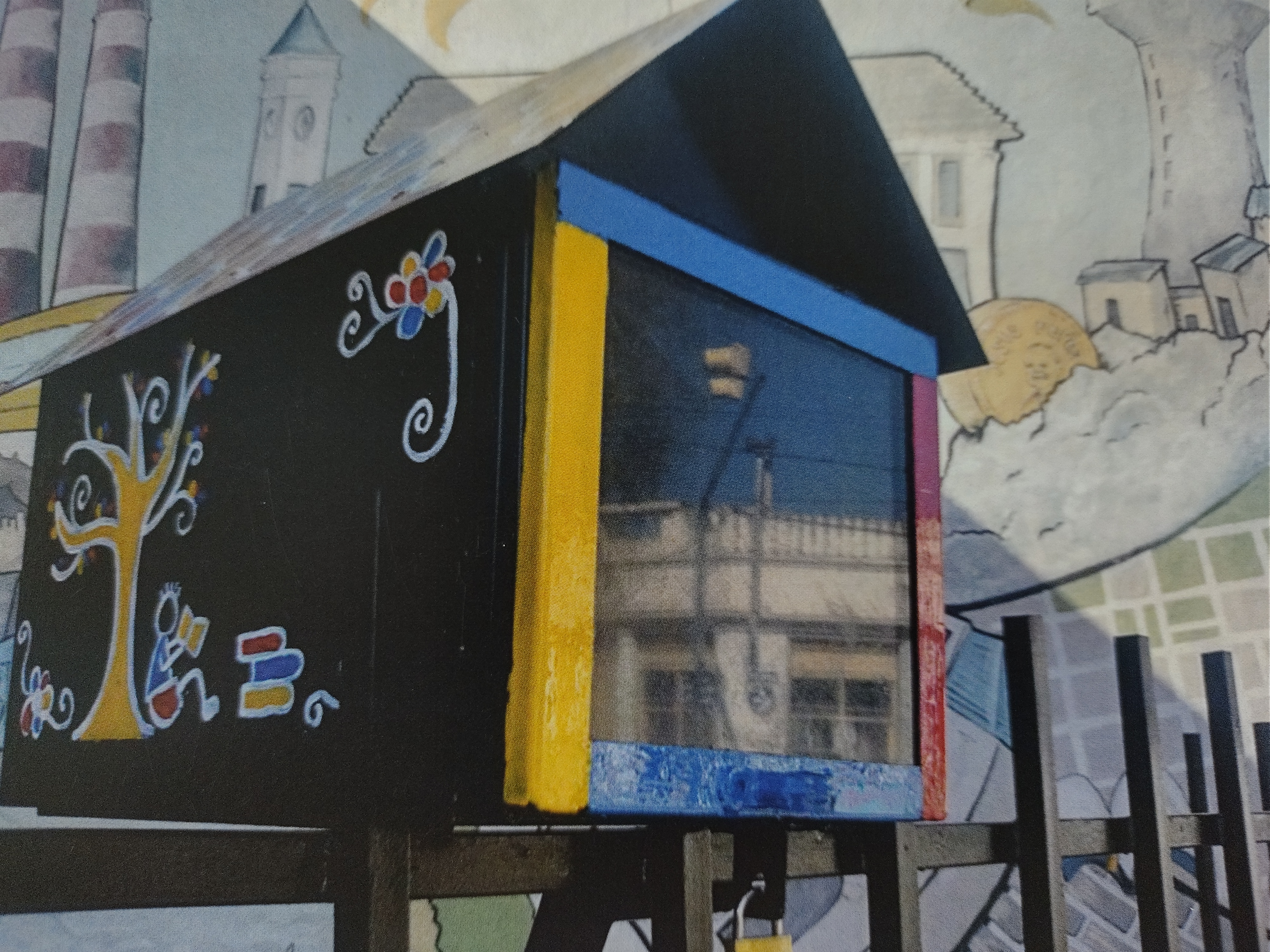
Biblioteca abierta a la comunidad. Escuela Esteban Echeverría (Rosario)

La biblioteca Esteban Echeverría presta servicio atoda la comunidad escolar y barrial.

## Colección
La biblioteca cuenta en la actualidad, con un acervo bibliográfico de 13.500 ejemplares. Dentro de su amplia colección tiene gran cantidad de cuentos infantiles y juveniles que fueron donados por Ministerio de Educación Argentina, mapoteca, libros pedagógicos, enciclopedias, diccionarios, revistas y atesora en sus anaqueles los ejemplares que pertenecieron a la Biblioteca Popular "Evaristo Carriego"

## Historia

### Breve Reseña Histórica de Rosario
La Ciudad de Rosario no posee fecha ni acta de fundación, ya que la misma se formó alrededor de una estancia y de una capilla a fines del siglo XVII. Era una posta de paso entre Buenos Aires y Asunción del Paraguay. La mayoría de los pobladores fueron acercándose desde la ciudad de Santa Fe, huyendo de los malones de los indios.
El primer poblador fue el capitán Luis Romero de Pineda, que en 1689 obtiene del reino español el dominio de las tierras que estaban ubicadas en la desembocadura del Arroyo Saladillo entremedio del paraje de Salinas (actualmente Arroyo Ludueña) y Matanzas (territorio ubicado entre los Arroyos Farías y Arroyo Seco) Fue allí donde emplazó su estancia “La Concepción” y fue el primer español en habitar estas tierras.
El lugar fue creciendo con la llegada de los que huían de los malones en Santa Fe, es por ello que los pobladores de esta zona, solicitaron autoridades al Cabildo de Santa Fe. En el año 1725 nombran a Don Francisco de Frías como alcalde de hermandad sin sitio fijo para desempeñar su autoridad, ya que no había ninguna población cercana para poder delimitarla.
El 23 de octubre de 1730, a solicitud del gobernador y capitán general de la Provincia de Buenos Aires, el cabildo eclesiástico de la ciudad de Buenos Aires accede a crear el Curato del Pago de los Arroyos, designándole por parroquia al capitán Don Gómez Recio, lo que actualmente es la Basílica catedral de Nuestra Señora del Rosario. Así es como toma luego nombre la iglesia, la cual se llamaría “Capilla del Rosario del Pago de los Arroyos”, otorgándole por hábito popular, el mismo nombre a la población que se fue formando, hasta constituir lo que actualmente es la ciudad de Rosario.
Corría el año 1750 y debido al crecimiento de la población, sería necesaria una nueva capilla, por lo que el capitán Santiago Montenegro dona un terreno lindero a donde estaba emplazada la capilla para la construcción de una más grande, hace lo mismo con la mayor parte de su terreno, el cual fracciona en pequeñas parcelas para los nuevos pobladores. Frente al templo, mantuvo un espacio abierto, el cual no donó, para convertirlo en plaza pública, con las medidas acordes a lo que se establecía en la Ley de Indias para una Plaza Mayor. (Actual Plaza 25 de Mayo). En el año 1757, Montenegro escritura a favor de la curia, las donaciones de las tierras. Luego de estas importantes donaciones, el poblado designa a Montenegro alcalde de la Santa Hermandad para cumplimentar la tarea de administrar justicia y el poder de policía en todo el poblado.
En el año 1773, arriba al Pago de los Arroyos una nueva imagen de la Virgen, proveniente de la ciudad de Cádiz y es la que actualmente es la Santa Patrona de la Ciudad, y por la que lleva su nombre.
Pasaron 50 años, el Pago fue creciendo considerablemente, por lo que en el año 1823, ante el pedido de los vecinos, la Honorable Junta Representativa de la Provincia juntamente con el gobernador brigadier Estanislao López resuelven declarar al Pago de los Arroyos “Ilustre y Fiel Villa”. Corre ya el año 1852 y el general Justo José de Urquiza gestiona ante el que fuera gobernador de la provincia, Don Domingo Crespo, el título de ciudad, el cual fue firmado por el Poder Ejecutivo, el día 5 de agosto, y denomina a la Villa del Rosario, como “Ciudad de Rosario de Santa Fe”. En el año 1860 asumen las primeras autoridades municipales.
Muchos años pasaron, la ciudad fue creciendo como un imponente centro industrial y comercial, afianzándose como un punto portuario estratégico del litoral y del país. El desarrollo del puerto, convirtió a Rosario en una gran atracción para las personas que buscaban progresar económicamente, lo que produjo, entre los años 1900 y 1930 un crecimiento demográfico importante producto de movimientos migratorios provenientes de Europa y del interior del país. Dichas migraciones internas “marcaron” el paisaje de la ciudad derivado en asentamientos irregulares en la periferia de la ciudad.
El crecimiento poblacional trajo consigo la instalación de líneas ferroviarias y tranvías a caballo que recorrían la incipiente ciudad desde el centro hacia los barrios. La zona portuaria, la cual estaba en una época de plena expansión agroexportadora derivó en la creación de nuevos espacios para habitar dentro de la ciudad. Los barrios se fueron conformando de a poco. En el presente artículo haremos hincapié en el Barrio “Tablada” sito en la zona sur de la ciudad y en tres de sus numerosas instituciones.

### Breve Reseña Histórica de Barrio Tablada
El barrio Tablada (nombre de origen popular, debido a que los pobladores de la zona denominaba Tablada a los corrales de madera donde se encerraban a los animales que iban a ser sacrificados en el matadero) se encuentra emplazado en la zona sur de la ciudad de Rosario, sus límites pueden definirse entre el Río Paraná al este, Av. San Martín al oeste y el Bv. 27 de Febrero al norte, el límite sur propiamente dicho se fue desplazando junto al Matadero Municipal.
El barrio fue poblándose a raíz de tres sucesos muy importantes para la ciudad: la creación del Matadero Público Municipal en el año 1874, el Vaciadero Municipal (basurero), en el año 1876 y la llegada del ferrocarril en el año 1888. La zona sur de la ciudad, más allá de las cascadas del Saladillo (barrio residencial de las familias más adineradas de la ciudad, el cual era característico por sus baños en el arroyo que le da nombre), se levantó como espacio elegido por el municipio para reunir las instituciones que bajo diferentes pretextos, eran motivo de discriminación, como lo fueron los hospicios, mataderos, cárceles, orfelinatos y hospitales. El barrio en sí fue creciendo con la instalación de industrias vinculadas al matadero, como por ejemplo, curtiembres, saladeros, jabonerías, graserías, frigoríficos y fábricas de velas entre otras ya que reutilizaban los restos de la matanza. El crecimiento industrial trajo aparejado que el movimiento inmigratorio de ultramar de fines del siglo XIX y principios del siglo XX se instalara en esta zona y con el correr de los años diera vida a nuevos espacios colectivos como lo fueran los clubes, las vecinales y las bibliotecas populares.
Un apartado especial debería tener los clubes, que dejaron una huella imborrable en el barrio Tablada, los cuales nombraremos pero no nos detendremos en su historia: el más importante y que aún sigue albergando jugadores es el Club Atlético Central Córdoba, muchos de los clubes siguen en funcionamiento pero algunos fueron desapareciendo con el correr de los años. Ellos son: Club El Porvenir, Club La Unión, Club Bochas América, Club La Aurora, Club Berkel, Club Defensores Charrúas, Club Los Once Halcones, Club Grandoli, Club Fortín, Club Social Zona Sud, Club Necochea, Club Alem, Club Atlético Calzada, Club Júpiter, Club Virasoro, Club de Niños 27 de Febrero, Club Ciclón entre otros. Los clubes, cumplieron una función social importantísima ya que asumieron no sólo la parte deportiva, sino que hicieron un especial hincapié en lo cultural también.
La educación y sus instituciones tienen también una importancia significativa dentro del barrio, dándole una nueva impronta, dejó de ser un barrio de malevos y compadritos para ser reconocido como un hito de la cultura y la educación, es el barrio que más clubes y escuelas por habitantes del barrio tendría en esos años, debido a que las familias eran muy numerosas y los padres querían escuelas cerca de sus casas para educar a sus hijos. La escuela, para los hijos de inmigrantes, no sólo les brindaba la posibilidad aprender a leer y escribir, sino que también accedían a un estatus social más alto. En el año 1888 se funda la primera escuela del barrio, la cual obtuvo para funcionar la subvención del estado municipal, con el correr de los años se fundaron dos escuelas más, una bajo el culto evangélico y otra católica, ambas desaparecieron entrando en la década del ‘30. Las escuelas que se crearon luego fueron: La Escuela N.º 85 “Esteban Echeverría”, la Escuela N.º 81 “Juan José Paso”, la Escuela N.º 135 “Coronel Dorrego”, Escuela N.º 6430 “Isabel La Católica”, Escuela N.º 114 “Justo Deheza”, Escuela N.º 61 “Juan Lavalle”, Escuela N.º 615 “República del Perú”, Escuela N.º 658 “Fundación San Cristóbal”, Escuela de Educación Técnica N.º 697 “Prefecto Marítimo Carlos Mansilla”, Escuela de Educación Técnica N.º 465 “Manuel Belgrano”, Escuela de Educación Técnica Incorporada N.º 36 “Buen Pastor”, Escuela Especial Primaria N.º 2006 “Hogar Pelletier”, Escuela Primaria Particular Incorporada N.º 1376 “San Antonio de Padua” y la Escuela Taller de Educación Manual N.º 65 “Reconquista”. La mayoría de las escuelas primarias se fundan entre los años 1890 y 1920. Desde el año 1930 hasta el año 1959 no se construye ninguna escuela primaria más.
Los espacios de socialización rondaron entre los clubes, los cafés pero también tuvieron un lugar importante las ya desaparecidas seis salas de cine: Alem, América, Astoria, Buenos Aires, Star y Universal y las dos vecinales: Vecinal Tablada y Calzada y Sociedad Vecinal del Barrio Tablada y Villa Manuelita. Cabe destacar que una de las vecinales ya contaba con una biblioteca abierta a la comunidad y en la escuela N°85 funcionó desde el año 1931 la biblioteca Popular “Evaristo Carriego”, luego se fundará la Biblioteca Popular Constancio C. Vigil, la cual marcará un hito en la historia social y cultural de la ciudad. 
Este barrio también contó con 2 estaciones de Ferrocarril: Central Córdoba y la Compañía General Provincia de Buenos Aires

## Bibliotecas Populares y CONABIP
Las Bibliotecas Populares son asociaciones civiles autónomas creadas por iniciativa de grupos de vecinos pertenecientes a una comunidad determinada. La misma ofrece servicios yespacios para realizar consultas, desarrollar actividades culturales, y de lectura.
La primera Biblioteca Popular en el país nació en la Provincia de San Juan en el año 1866.
La Comisión Nacional de Bibliotecas Populares (de aquí en adelante CONABIP) fue creada por Domingo Faustino Sarmiento en el año 1870 bajo la Ley N° 419, para fomentar la creación y el desarrollo de las bibliotecas populares que difunden el libro y la cultura.
Las Bibliotecas Populares y la CONABIP tuvieron, con el correr de los años, variados matices en función de las diferentes características de los gobiernos que gestionaron el Estado Nacional. En determinados periodos, se dio el fortalecimiento de estas entidades y en otros se enfrentaron a la falta de acompañamiento, el abandono, e incluso sufrieron la persecución, intervención o su cierre en tiempos de dictaduras militares.
En la ciudad de Rosario, las Bibliotecas Populares tuvieron su auge en la década de 1920 junto a la expansión de la ciudad. Si bien tenemos muchas bibliotecas que datan su fundación entre 1890 y 1910, fue recién a partir de 1920 que toman mayor impulso como una forma de cultura barrial. Las Bibliotecas Populares en los barrios periféricos se formaron dentro de las vecinales o de los clubes sociales y deportivos con los cuales compartían el espacio y las actividades. El objetivo de estas bibliotecas era construir una fuente de instrucción que garantizara el progreso de los trabajadores. La primera biblioteca popular se llamó Biblioteca Popular de Rosario, la cual se fundó el 25 de mayo de 1872, estaba emplazada en la esquina de Comercio (hoy calle Laprida) y San Juan.

## Biblioteca Popular Evaristo Carriego

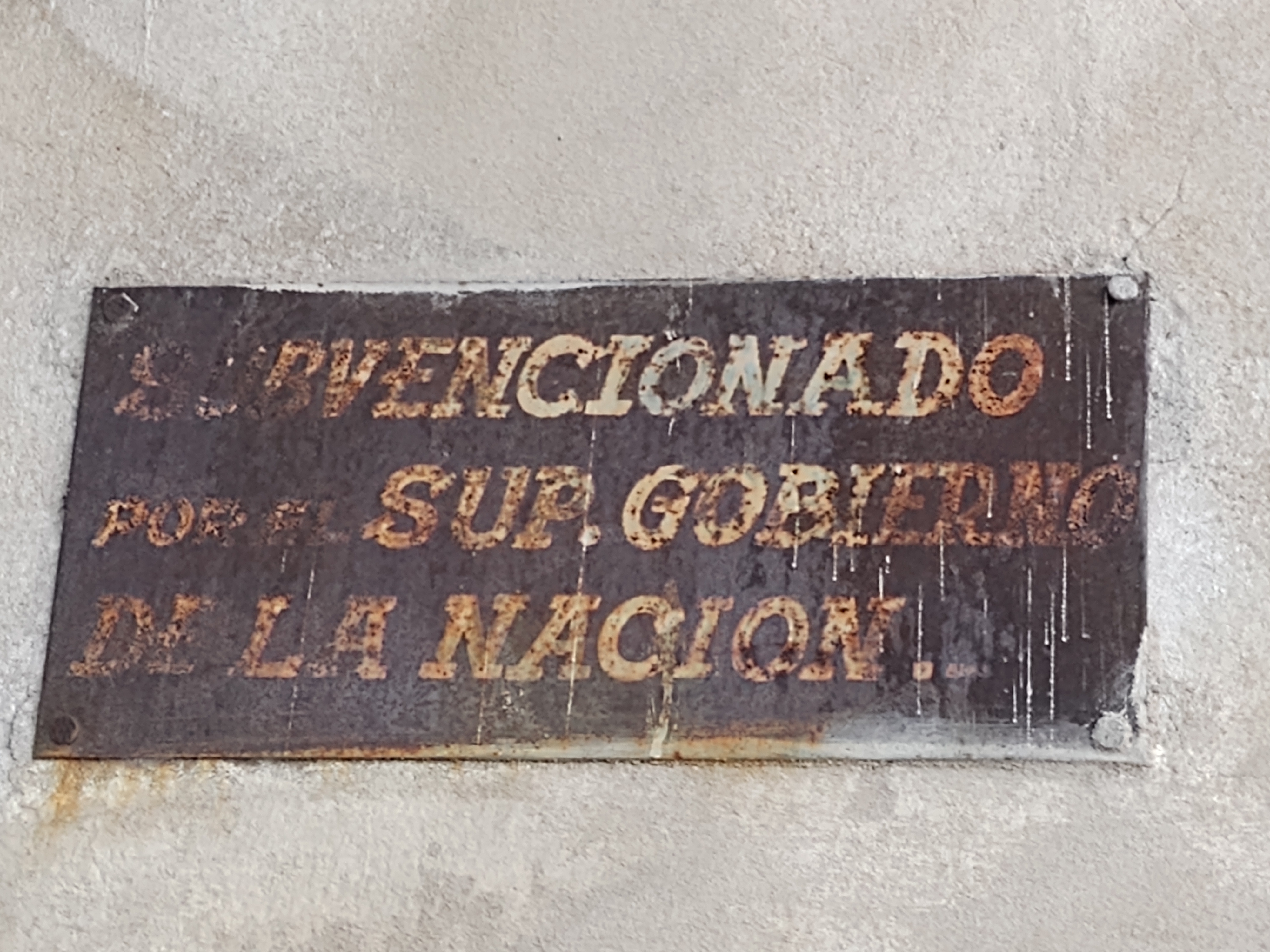
Cartel que pertenecía a la Biblioteca Popular "Evaristo Carriego", el mismo se encuentra en calle Ayolas 580 (Rosario)

La Biblioteca Popular “Evaristo Carriego” fue creada el 31 de agosto de 1931,en la ciudad de Rosario, bajo el expediente número 215-R-34 el cual se encuentra documentado en los registros de la Comisión Nacional de Bibliotecas Populares dependiente del Ministerio de Cultura de la Nación el cual se denominaba en ese momento Ministerio de Cultura de la Presidencia de la Nación.
El 5 de abril de 1935 se realiza el primer informe de inspección de la Biblioteca Popular a cargo del rector del Colegio Nacional Nº1 la misma, no contaba con edificio propio, funcionaba dentro del local de la Biblioteca Esteban Echeverría y su horario de atención era de las 18 a las 20 horas, su acervo bibliográfico era de 2.071 ejemplares entre volúmenes y folletos.
El 1 de junio de 1943 en el informe de inspección realizado por la Comisión Nacional Protectora de Bibliotecas Populares se hace mención por primera vez al Barrio Tablada de la ciudad de Rosario donde se encontraba emplazada la Biblioteca Popular, también se realiza una descripción de la sala que cuenta con 8 m por 4 m. Su fachada da a la calle Ayolas y tiene entrada independiente. El material bibliográfico se había incrementado a 3.525 volúmenes. Los muebles y útiles con los que contaba en ese momento eran 5 muebles biblioteca de distintos tamaños con puertas de vidrio, una mesa grande y dos chicas para 30 lectores en conjunto. También se indica colocar una chapa en el frente donde conste que la misma es subvencionada.

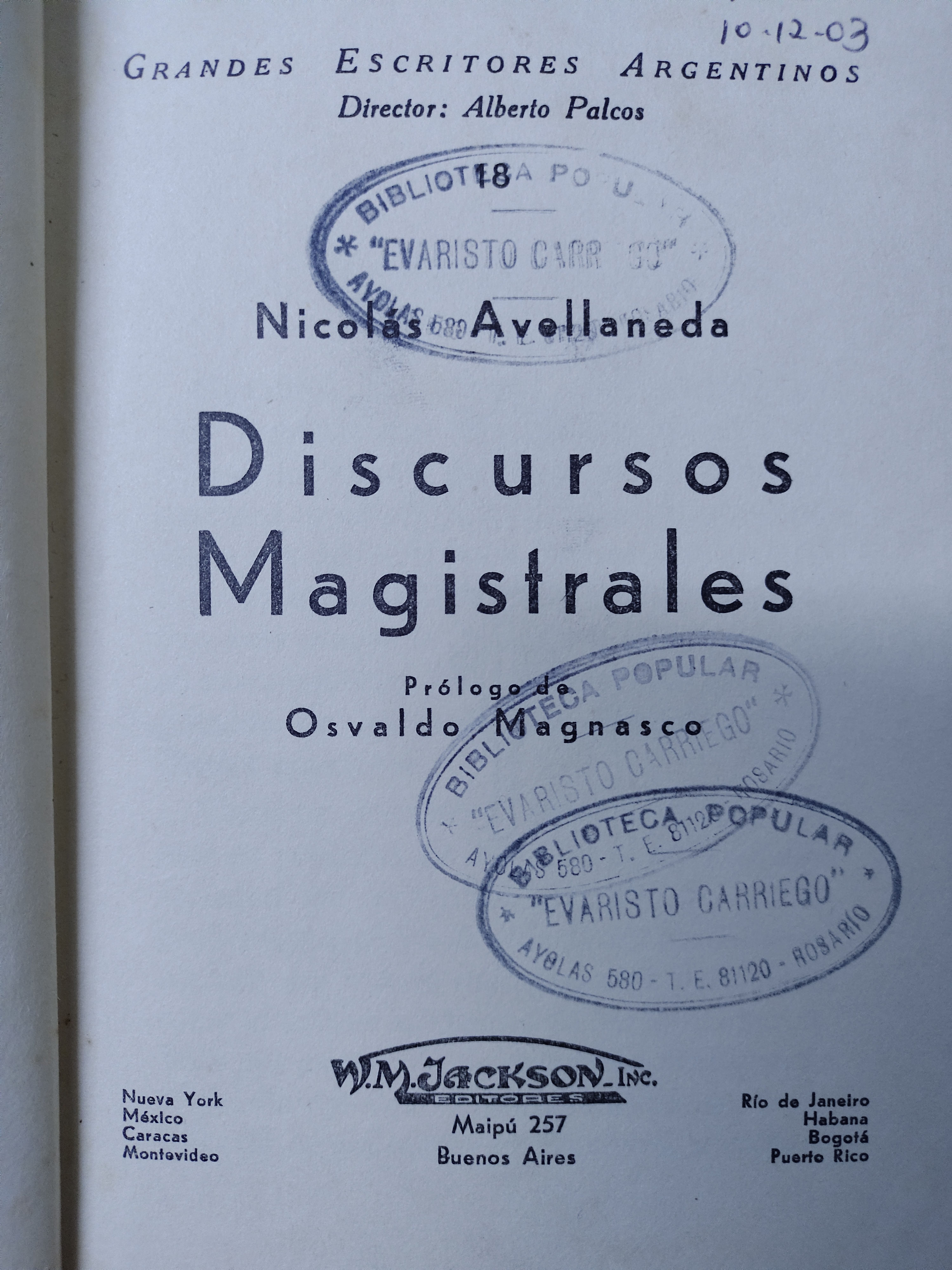
Sello de la Biblioteca Popular "Evaristo Carriego", el mismo se encuentra en un ejemplar perteneciente a la misma.

Asimismo se hace mención que, a pesar de estar instalada en una escuela, la biblioteca es eminentemente popular, la cual estaba administrada por una Comisión de vecinos.
El 23 de junio de 1951 se realiza un nuevo informe en el que los volúmenes ya han ascendido a 4.736 y a 615 los folletos. Luego el 7 de julio de 1961 se vuelve a confeccionar un nuevo informe mencionando a Luis Garrido como presidente y Mario Bressan como vicepresidente.
El último informe estadístico corresponde al año 1972, los integrantes de la Comisión Directiva eran el presidente José Turlione y el vicepresidente Pedro Cabacés y la bibliotecaria Teresa de Pescador.
Posteriormente se establece el estado de suspensión de la Biblioteca Popular "Evaristo Carriego".